# Замок Шаакен
Замок Шаакен (нім. Schaaken) — замок Тевтонського ордену, розташований в селищі Некрасово Гур'євського району Калінінградської області, РФ. Заснований на місці прусської фортеці (Зоке, а пізніше Шокін) близько 1270 року.

## Історія

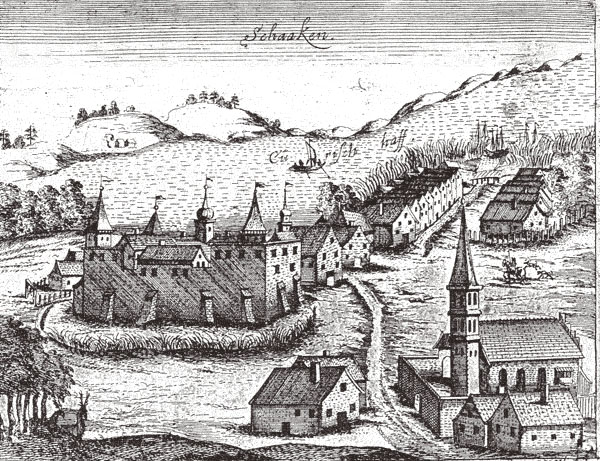
Замок Шаакен у 1526 році

Вперше прусська волость Шаакен (Сакен) згадується в хроніці Тевтонського ордену за 1258 рік. «Історія старої Пруссії» свідчить, що орденська дерев'яна фортеця в Шаакені почала будуватися в 1261 році. Середньовічні будівельники заклали свою фортецю не на узбережжі Куршскої затоки, а приблизно в чотирьох кілометрах від неї, поблизу річки Шаакен (нині Велика Моряна), де на болотистому ґрунті було зведено оборонне укріплення. У хроніці також згадується, що до 1270 році в Шаакені була добудована єпископська дерев'яна фортеця.
Згодом до оборонних стін замку було прибудовано велику кількість будівель, в яких розташовувалися каплиця, житлові приміщення та інші господарські будови.
Слово «Шаакен» прийшло з прусського мови і означає «трава», що й не дивно, оскільки природний ландшафт цих місць — це простір, зарослий травою та очеретом.
У 1697 році у гавані, розташованій неподалік від Шаакена, побувала частина Великого посольства на своєму шляху до Західної Європи. Цар Петро I зупинявся в Шаакені 11 листопада 1711 року, 9 липня 1712 і 23 вересня 1717 (дати подано за старим стилем).

## Сучасний стан
Шаакен практично не постраждав під час Німецько-радянської війни. З кінця 1945 року в замку розташовувався притулок для німецьких дітей-сиріт, який проіснував тут до 1947 року. Після війни територія замку використовувалася як колгоспна стайня, яка проіснувала до початку 1960-тих років. Потім замок був відданий під житло, а підсобні приміщення використовувалися для господарських потреб місцевих мешканців.
У 1980-тих роках в замку жила тільки одна сім'я, яка використовувала ще придатні для житла приміщення. Відсутність своєчасного ремонту, байдужість і безвідповідальність місцевої влади призвели до неминучого руйнування замку, і збережені будівлі остаточно перетворилися на руїни.
У 2000-них роках замок був переданий в оренду приватним особам, проводилися відновлювальні роботи, заново відбудували частину стіни фортеці.
Також у замку проводилися туристичні екскурсії, була зібрана музейна експозиція, виставлені середньовічні тюремні знаряддя тортур, містилися екзотичні тварини (дитячий куточок).
У 2011 році замок переданий Російській православній церкві.
У 2012 році на території замку сталася пожежа.

## Галерея

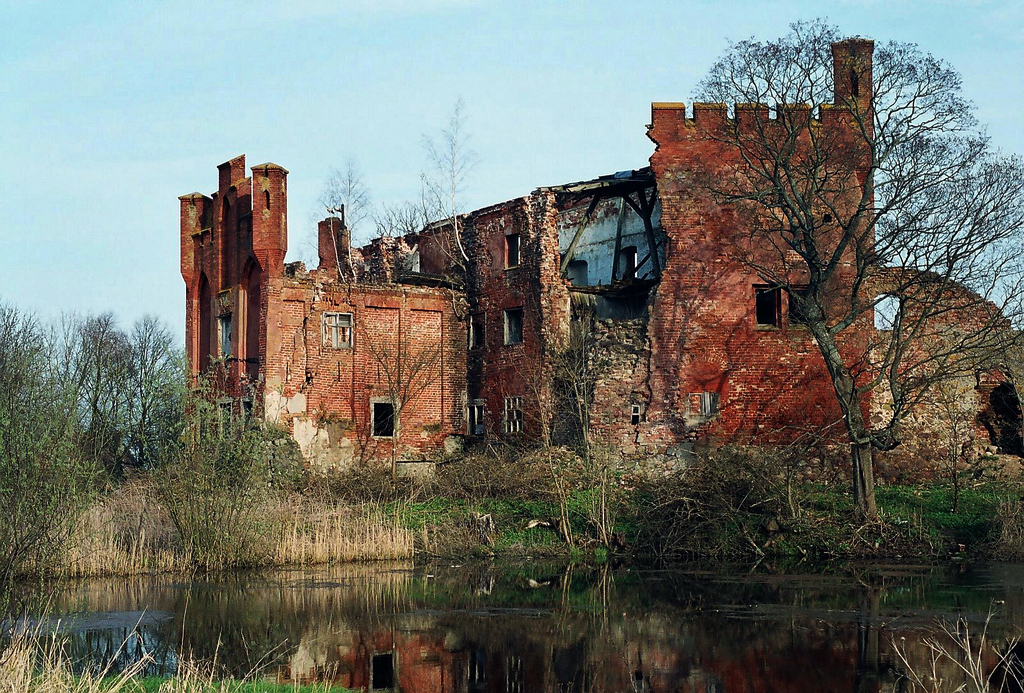
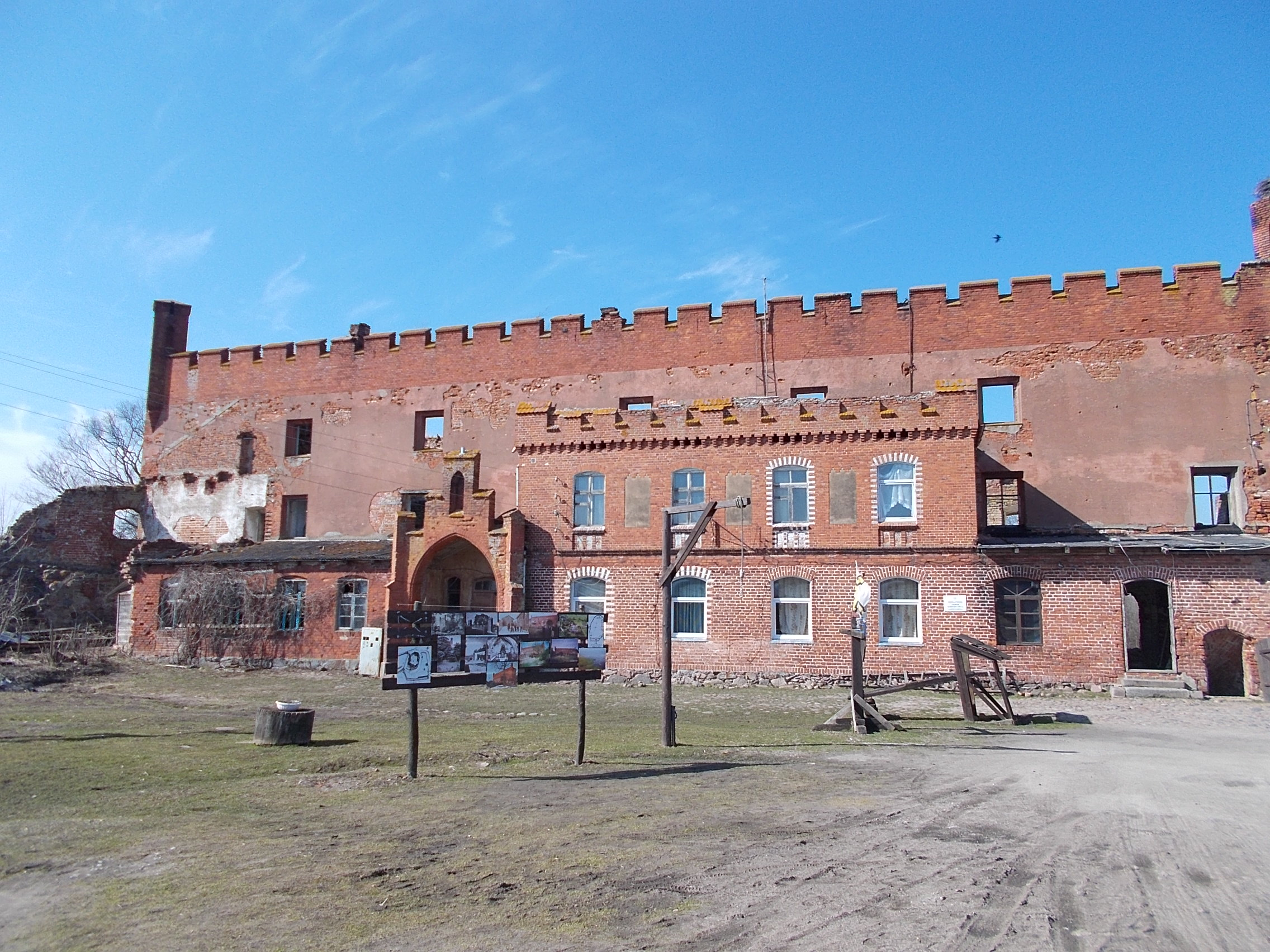
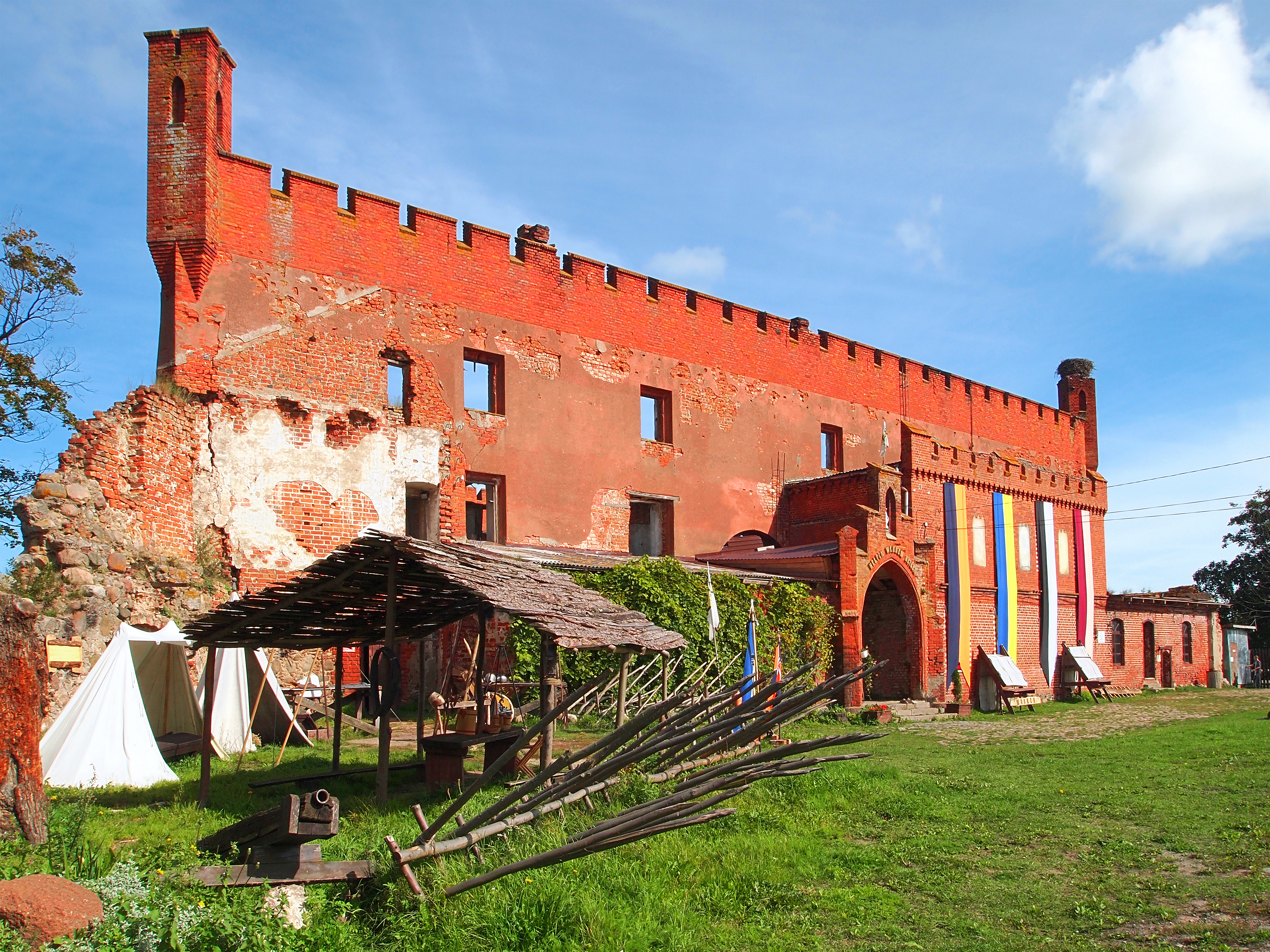
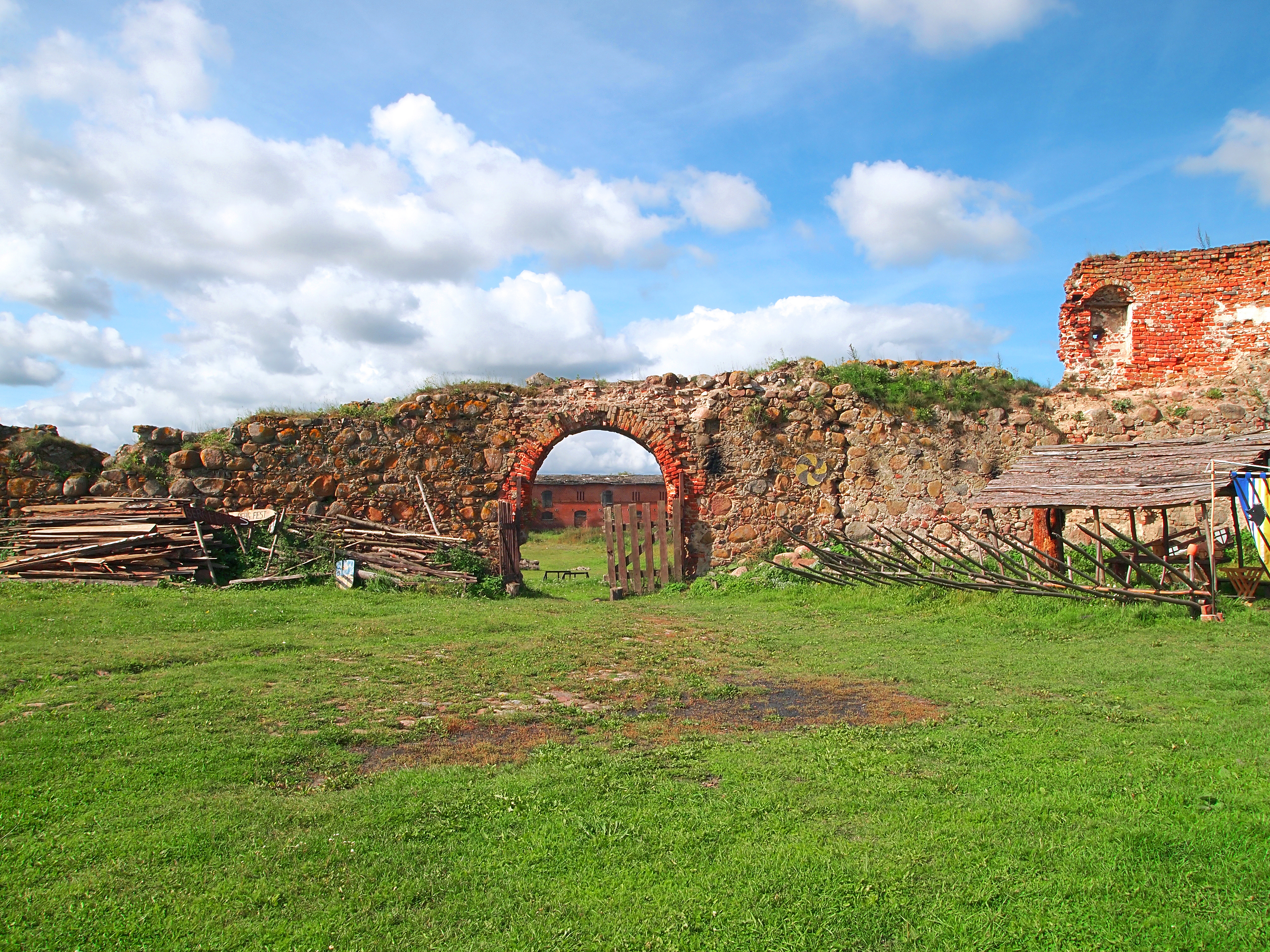
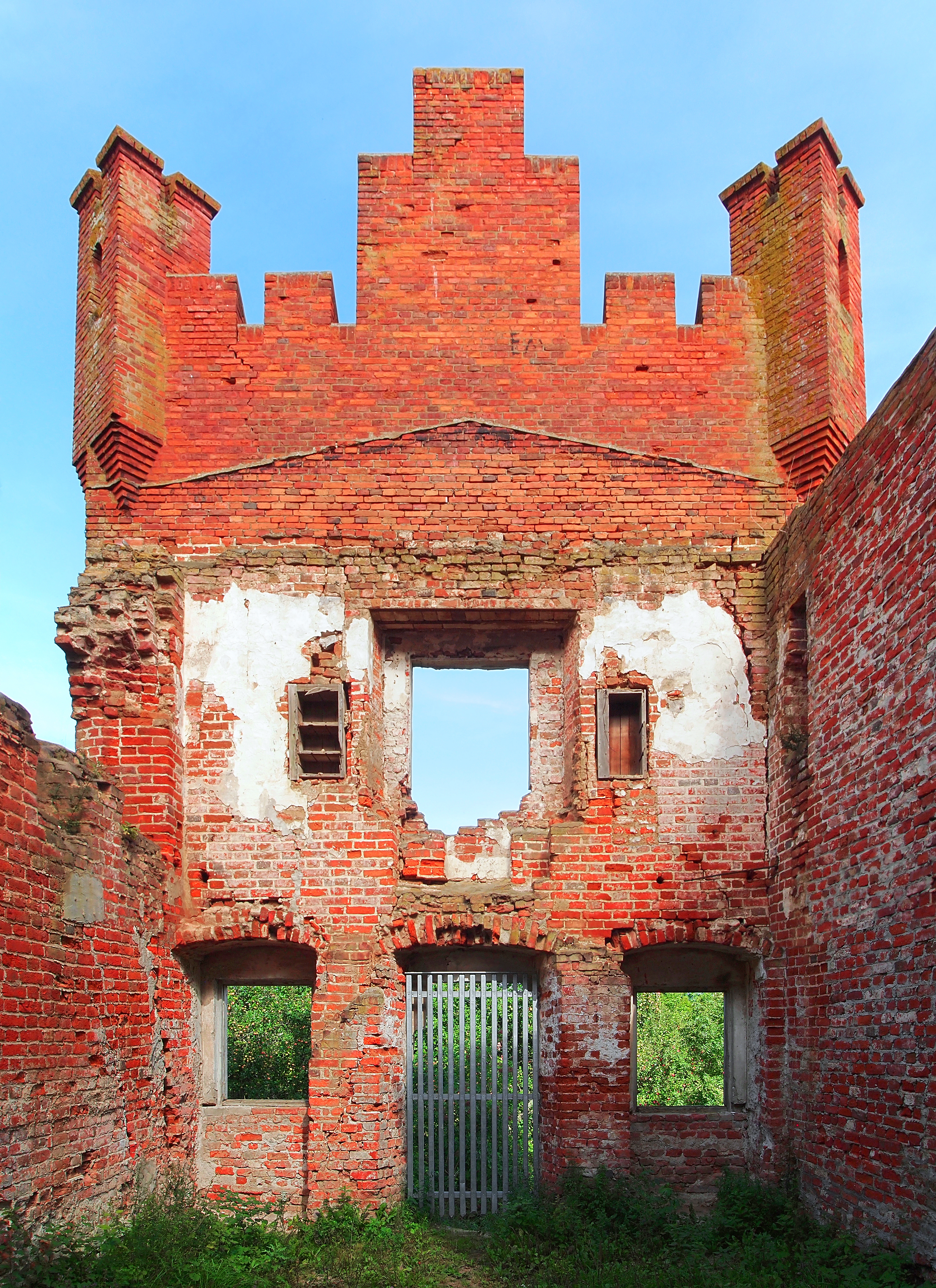
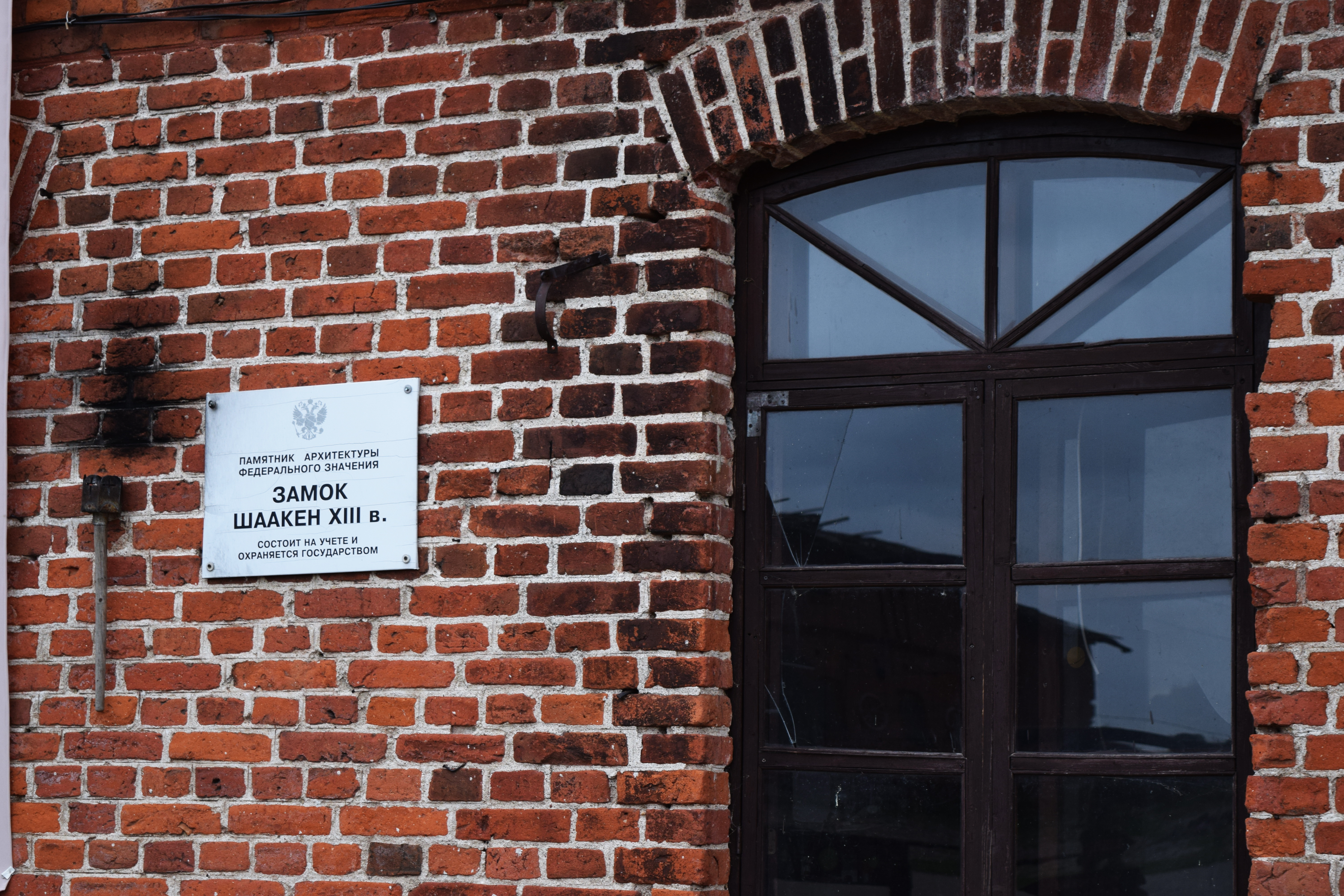